# Ludwig Blachiere
Ludwig Jakob Philipp Blachiere (auch Louis Blachière) (* 20. Januar 1803 in Hanau; † 31. Mai 1901) war ein deutscher Jurist und Politiker.

## Leben und Wirken
Blachiere war der Sohn des Hanauer Seidenfabrikanten Etienne Blachiere und dessen Ehefrau Anna Cornelia Dubschlaf, die ebenfalls aus einer Seidenfabrikantenfamilie stammte.
Ludwig Blachiere war Obergerichtsanwalt am Obergericht für die Provinz Hanau. Daneben war er politisch tätig. Von 1833 bis 1838 war er Mitglied der Kurhessischen Ständeversammlung (4. und 5. Landtag) für Gelnhausen und Hanau. 1848 war er Mitglied des Vorparlaments. Er war im Stadtrat von Hanau. Er wurde wegen Hochverrats angeklagt und 1853 aus dem Staatsdienst entlassen. Er floh nach Brüssel, kehrte später wieder nach Hanau zurück.